# Liste der denkmalgeschützten Objekte in Alberschwende
Die Liste der denkmalgeschützten Objekte in Alberschwende enthält die 13 denkmalgeschützten, unbeweglichen Objekte der Gemeinde Alberschwende im Bregenzerwald.

## Denkmäler
| Foto |                 | Denkmal                                                                    | Standort                                     | Beschreibung | Metadaten |
| ---- | --------------- | -------------------------------------------------------------------------- | -------------------------------------------- | --- | --- |
| ja   | Datei hochladen | Drahtseilsteg HERIS-ID: 23044 Objekt-ID: 19392                             | Bozenau Standort KG: Alberschwende           | Der Drahtseilsteg in der Bozenau diente als Fußgängerbrücke für Fahrgäste aus Alberschwende und Fischbach. Die Brücke verbindet die Gemeinden Alberschwende und Doren. | BDA-Hist.: Q37874035 Status: § 2a Stand der BDA-Liste: 2025-06-30 Name: Ehem. Eisenbahnbrücke, heute Fußgängerbrücke (Drahtseilsteg) GstNr.: 4978/2, 4994 Hängebrücke in der Bozenau (Doren, Vbg) |
| ja   | Datei hochladen | Bauernhof HERIS-ID: 17410 Objekt-ID: 13687                                 | Bühel 221 Standort KG: Alberschwende         | Der Wälderhof Bühel 221 verfügt über eine regionaltypisch verschindelte Fassade mit Giebeln mit umlaufenden Klebedächern. | BDA-Hist.: Q37838540 Status: Bescheid Stand der BDA-Liste: 2025-06-30 Name: Bauernhof GstNr.: 1942 Bühel 221 in Alberschwende                                                                     |
| ja   | Datei hochladen | Bauernhaus HERIS-ID: 25217 Objekt-ID: 21634                                | Engloch 249 Standort KG: Alberschwende       | Der breit gelagerte Bregenzerwälder Bauernhof in Engloch 249 wurde in der ersten Hälfte des 18. Jahrhunderts errichtet. | BDA-Hist.: Q37891144 Status: Bescheid Stand der BDA-Liste: 2025-06-30 Name: Bauernhaus GstNr.: 2803/1 Engloch 249 in Alberschwende                                                                |
| ja   | Datei hochladen | Kapelle zu den Sieben Schmerzen Mariens HERIS-ID: 25191 Objekt-ID: 21608   | Fischbach Standort KG: Alberschwende         | Die 1876 errichtete und 1966/1967 erweiterte Marienkapelle in Fischbach hat einen rechteckigen Betraum, der mit dem Chor unter einem gemeinsamen Satteldach liegt, sowie einen Anbau mit Walmdach. | BDA-Hist.: Q15119428 Status: § 2a Stand der BDA-Liste: 2025-06-30 Name: Kapelle zu den Sieben Schmerzen Mariens GstNr.: .170/2                                                                    |
| ja   | Datei hochladen | Kruzifix/Kreuz HERIS-ID: 23656 Objekt-ID: 20018                            | bei Fischbach 391 Standort KG: Alberschwende | Das Wegkreuz bei Fischbach 391, bestehend aus einem deltoidförmigen Kreuzkasten mit Dach und einem Korpus im Dreinageltypus ist am Querbalken ist mit den Jahreszahlen 1846, 1937 und 1982 bezeichnet. | BDA-Hist.: Q37878040 Status: § 2a Stand der BDA-Liste: 2025-06-30 Name: Kruzifix/Kreuz GstNr.: .157/1 Bei Fischbach 391 in Alberschwende                                                          |
| ja   | Datei hochladen | Kapelle hl. Wendelin (Merbodkapelle) HERIS-ID: 23276 Objekt-ID: 19628      | Hof Standort KG: Alberschwende               | Die barocke Wendelin- oder Merbodkapelle, ein Rechteckbau mit Satteldach, Drei-Konchen-Chor und achteckigem Glockenturm, wurde 1742 errichtet, die Grundmauern des Vorgängerbaus gehen jedoch auf das 12. Jahrhundert zurück. Sie befindet sich an der Stelle, an welcher der Seelsorger Merbod von Bregenz 1120 ermordet und begraben wurde. | BDA-Hist.: Q14912277 Status: § 2a Stand der BDA-Liste: 2025-06-30 Name: Kapelle hl. Wendelin (Merbodkapelle) GstNr.: .31 Wendelinkapelle (Alberschwende)                                          |
| ja   | Datei hochladen | Kath. Pfarrkirche Hl. Martin HERIS-ID: 23273 Objekt-ID: 19625              | Hof Standort KG: Alberschwende               | Die neuromanische Pfarrkirche in Alberschwende wurde 1854/1855 errichtet und 1862 geweiht. Das Langhaus liegt mit dem geosteten polygonalen Chor unter einem gemeinsamen Satteldach. An der Nordseite erhebt sich der Turm. | BDA-Hist.: Q14540878 Status: § 2a Stand der BDA-Liste: 2025-06-30 Name: Kath. Pfarrkirche Hl. Martin GstNr.: .1 Pfarrkirche Hl. Martin (Alberschwende)                                            |
| ja   | Datei hochladen | Wohnhaus, ehem. Pfründehaus HERIS-ID: 25204 Objekt-ID: 21621seit 2015      | Hof 6 Standort KG: Alberschwende             | Das im Jahr 1908 als Pfarrhof erbaute Gebäude hat einen quadratischen Grundriss, eine holzverschindelte Fassade und ein Walmdach mit Zwerchgiebel. Nach der Errichtung des neuen Pfarrhofs fand es als Wohnhaus Verwendung. | BDA-Hist.: Q37891100 Status: Bescheid Stand der BDA-Liste: 2025-06-30 Name: Wohnhaus, ehem. Pfründehaus GstNr.: .4 Hof 6 (Alberschwende)                                                          |
| ja   | Datei hochladen | Expositurkirche hll. Herz Jesu und Mariae HERIS-ID: 23274 Objekt-ID: 19626 | Müselbach Standort KG: Alberschwende         | Die als Nachfolgebauwerk der 1880 abgetragenen Rupertikapelle errichtete Expositurkirche in Müselbach, der Pfarre Alberschwende unterstellt, ist ein einfacher Bau mit Satteldach, eingezogenem Chor und einem im nördlichen Chorwinkel sich erhebenden Turm mit Giebelspitzhelm. | BDA-Hist.: Q15809064 Status: § 2a Stand der BDA-Liste: 2025-06-30 Name: Expositurkirche hll. Herz Jesu und Mariae GstNr.: .295/2 Expositurkirche Müselbach (Alberschwende)                        |
| ja   | Datei hochladen | Pfarrhof HERIS-ID: 23275 Objekt-ID: 19627                                  | Müselbach 339 Standort KG: Alberschwende     | Der Pfarrhof in Müselbach wurde anlässlich der 1867 erfolgten Erhebung der Rupertikapelle zu einer Expositurkirche errichtet. | BDA-Hist.: Q37875436 Status: § 2a Stand der BDA-Liste: 2025-06-30 Name: Pfarrhof GstNr.: .295/3 Pfarrhof Müselbach                                                                                |
| ja   | Datei hochladen | Marienkapelle HERIS-ID: 23045 Objekt-ID: 19393                             | bei Vorholz 1171 Standort KG: Alberschwende  | Die Marienkapelle in Dreßlen-Vorholz, ein Rechteckbau von 1925, hat ein Satteldach, einen eingezogenen flachen 5⁄8-Chor und über der Eingangsfassade ein Glockentürmchen. | BDA-Hist.: Q64512876 Status: Bescheid Stand der BDA-Liste: 2025-06-30 Name: Marienkapelle GstNr.: 3417/3 Marienkapelle Dreßlen-Vorholz                                                            |
| ja   | Datei hochladen | Kapelle, Fatimakapelle HERIS-ID: 25190 Objekt-ID: 21607                    | Vorholz Standort KG: Alberschwende           | Die Fátimakapelle ist ein schlichter Natursteinbau mit rechteckigem Grundriss, Krüppelwalmdach und runder Apsis. Der Nordturm hat ein Kegeldach. Sie wurde 1953 eingeweiht. Die Angehörigen der Pfarre Alberschwende hatten während des Zweiten Weltkriegs gelobt, eine Kapelle zu stiften, wenn die Gemeinde den Krieg möglichst ohne Schaden übersteht. | BDA-Hist.: Q64512877 Status: § 2a Stand der BDA-Liste: 2025-06-30 Name: Kapelle, Fatimakapelle GstNr.: .473 Fatimakapelle Dreßlen-Vorholz                                                         |
| ja   | Datei hochladen | Kriegerdenkmal HERIS-ID: 23653 Objekt-ID: 20015                            | Standort KG: Alberschwende                   | Der rechte Teil des Kriegerdenkmals auf dem Dorfplatz von Alberschwende, eine Mauer mit schwarzen Gedenktafeln und einer am rechten Ende auf einem Steinsockel mit Olivenzweig stehenden Soldatenfigur, wurde 1924 zum Gedenken an gefallene und vermisste Soldaten des Ersten Weltkriegs geschaffen. Die nach dem Zweiten Weltkrieg im selben Stil errichtete Erweiterung, 1961 eingeweiht, hat als Gegenstück zur Statue des älteren Abschnitts einen etwa zwei Meter hohen Steinturm, der vorne ein Marmorkreuz trägt und von einem schwarzen Metallkreuz bekrönt wird. | BDA-Hist.: Q15117719 Status: § 2a Stand der BDA-Liste: 2025-06-30 Name: Kriegerdenkmal GstNr.: .10/1                                                                                              |